# 2024年剛果民主共和國未遂政變
2024年5月19日淩晨4點30分左右，剛果民主共和國發生未遂政變。襲擊者以總統費利克斯·齊塞克迪和他的經濟部長維塔爾·卡梅爾赫為目標，襲擊了總統府民族宮和卡梅爾赫的住所。他們全副武裝，在卡梅爾赫的家中進行了激烈的戰鬥，至少有一枚戰鬥炮彈在附近的剛果民主共和國首都金夏沙引爆，造成數人受傷。
政變企圖很快被安全部隊挫敗。政變的策劃者，克利斯蒂安·馬蘭加是剛果人，現已歸化為美國人，他於2010年創立了一個在美國註冊的政黨，即剛果聯合黨，並稱自己為“總統”和新扎伊爾流亡政府的首腦，該政府於2017年在比利時宣佈成立。他在未遂政變中喪生。

## 背景
政變企圖發生在費利克斯·齊塞克迪總統執政黨民主與社會進步聯盟陷入政治危機之際。這場危機圍繞著議會領導人選舉展開，最初定於2024年5月18日舉行，但隨後被推遲。其中一位被針對的政治家是齊塞克迪的盟友，經濟部長維塔爾·卡梅爾赫，他正在競選國民議會主席。

## 事件
據報導，5月19日淩晨，恰逢五旬節星期日04時30分左右，刚果民主共和国首都金夏沙發生戰鬥。穿著迷彩服的男子手持突擊步槍與刚果民主共和国安全部隊發生衝突，襲擊者設法進入人民宮。另外二十人襲擊了維塔爾·卡梅爾赫在貢貝附近的Tshatshi大道的住所，但被他的保安人員挫敗。據報導，在人民宮附近也發生了槍擊事件，在其入口處可以看到子彈殼、血跡和破碎的玻璃。
攻擊者顯示扎伊尔的旗幟。一些襲擊者還穿著帶有美國國旗的補丁。他們宣稱希望看到政權更迭。社交網络上流傳的圖片顯示，身穿軍裝的男子手持AK47，用英語高呼“齊塞克迪滾出去”。政变头目馬蘭加出現在他的Facebook頁面上的直播視頻中，描繪了他在國家宮的入口處，兩側是穿著扎伊爾國旗迷彩服的男子。瑪蘭加喊道：“菲利克斯，你出來。我們是來找你的。”
剛果民主共和國军队隨後與裝甲車一起部署在金夏沙。路障設置在人民宮和首都的其他地方附近。
在政變企圖中，兩名守衛卡梅爾赫住所的警員和四名襲擊者被殺，其中包括他們的領導人克里斯蒂安·马兰加。从金夏萨發射的炮彈飛越剛果河並降落在鄰國剛果共和國首都布拉柴維爾附近后，有幾人受傷。
至少有50人因政變未遂而被捕，其中包括三名美國國民。據報導，他們中的一些人還持有加拿大護照。

## 調查
最初的報導稱，襲擊者是剛果軍方成員，後來發現他們與克利斯蒂安·馬蘭加有聯繫。馬蘭加於1990年代後期從剛果民主共和國移居美國，在猶他州擔任汽車推銷員，然後返回剛果民主共和國擔任軍官。在2011年未遂政變後於2012年流亡。在流亡期間，他宣稱自己是“新扎伊爾”的總統，並稱自己為剛果聯合黨主席，稱其為“流亡反對派政黨”。
剛果軍方發言人最初將馬蘭加描述為歸化的美國公民，但美國國務院表示，沒有跡象表明馬蘭加已獲得美國公民身份。陸軍發言人西爾萬·埃肯格準將後來在媒體吹風會上說，馬蘭加在拒捕後被殺，而他在猶他州出生的21歲兒子馬塞爾也被剛果軍隊逮捕。
埃肯格表示也逮捕了一位不具名的英國公民，將其描述為該組織的二把手。英國外交部表示，它知道有報導稱一名英國國民被拘留，並與剛果當局保持聯繫。
第二名被逮捕美國國民確認為本傑明·魯本·扎爾曼-波倫，他是馬蘭加的商業夥伴。同樣被捕的還有泰勒·湯普森，他是馬塞爾的前高中橄欖球隊友。
53人被正式指控犯有與政變有關的各種罪行，如恐怖主義、謀殺，6月7日在金沙薩開始對51名嫌疑人，包括馬塞爾·馬蘭加、本傑明·魯本·扎爾曼-波倫和泰勒·湯普森進行電視轉播的軍事法庭審判。9月13日，終審判決，37人被最終判處死刑。

## 反應
- 剛果民主共和國：軍隊宣佈，這一企圖被「挫敗」並“得到控制”。
- 美國：美國大使館在衝突發生後發出預防性警告，露西·塔姆林大使表示，他們正在與剛果當局合作進行調查，並承諾“追究任何涉案的美國公民的責任”。正如一些剛果當地媒體所指出的那樣，美國大使館除了譴責政變外，還宣佈將調查其一名公民是否參與了所發生的事情。“美國將在剛果民主共和國當局調查這些犯罪行為時盡其所能地合作，”美國大使館補充說。美國國務院國務卿安東尼·布林肯與剛果民主共和國總統費利克斯·齊舍克迪（進行了電話交談)。
- 法國：警告不要前往貢貝。
- 委內瑞拉：通過外交部發表聲明，強烈譴責2024年5月19日凌晨針對剛果民主共和國政府發動的未遂政變。
- 非洲聯盟：譴責政變企圖。